# Boaventura da Costa
Pour les articles homonymes, voir Boaventura.
Dom Boaventura da Costa Souto Maior (né au XIXe siècle et mort au XXe siècle autour de 1913) est un Liurai de Manufahi dans la colonie portugaise du Timor oriental.

## Biographie
De 1895 à 1900, Boaventura combat avec son père, Duarte Souto Maior da Costa, pendant la guerre de Manufahi contre le pouvoir colonial portugais. Après la défaite, Dom Duarte abdique en faveur de son fils qui devient Liurai. Boaventura se soulève à nouveau contre les Portugais à la fin de l'année 1911. Le soulèvement de Manufahi devient alors le plus important de l'histoire coloniale portugaise. Les autorités portugaises parvenant à le  mater dès 1912, Boaventura est déporté sur l'île d'Atauro d'où aucune information sur lui n'existe après 1913 et laissant présager son décès en captivité durant cette année. Selon la tradition orale et les rumeurs, la dépouille du liurai Boaventura serait enterrée à la porte du cimetière Santa Cruz (de) à Dili.

## Influence
Boaventura devient une figure marquante de l'histoire nationale timoraise. La reine Maria de Manufahi, veuve de Boaventura, était membre du FRETILIN dès la création du parti en 1974 et partisane de l'indépendance du Timor oriental. Lors de la crise du 1999 suivant le référendum sur l'indépendance, les habitants espéraient que l'esprit de Boaventura fournisse une protection contre les raids des wanra (en),. Le renégat Alfredo Reinado se rapportait à la tradition de Boaventura et lors de sa fuite à Same devant les soldats australiens qui entrent au Timor afin d'assurer une force de maintien de la paix à la suite des évènements de la crise de 2006, Reinado déclare que l'âme de Boaventura lui a permis de devenir invisible. Lors dune cérémonie, il est considéré comme réincarnation des Liurais de Manufahi par des chefs traditionnels locaux. Reinado sera par la suite tué lors des tentatives d'assassinats du président José Ramos-Horta et du premier ministre Xanana Gusmão qu'ils orchestrent avec Gastão Salsinha,,.

## Hommage

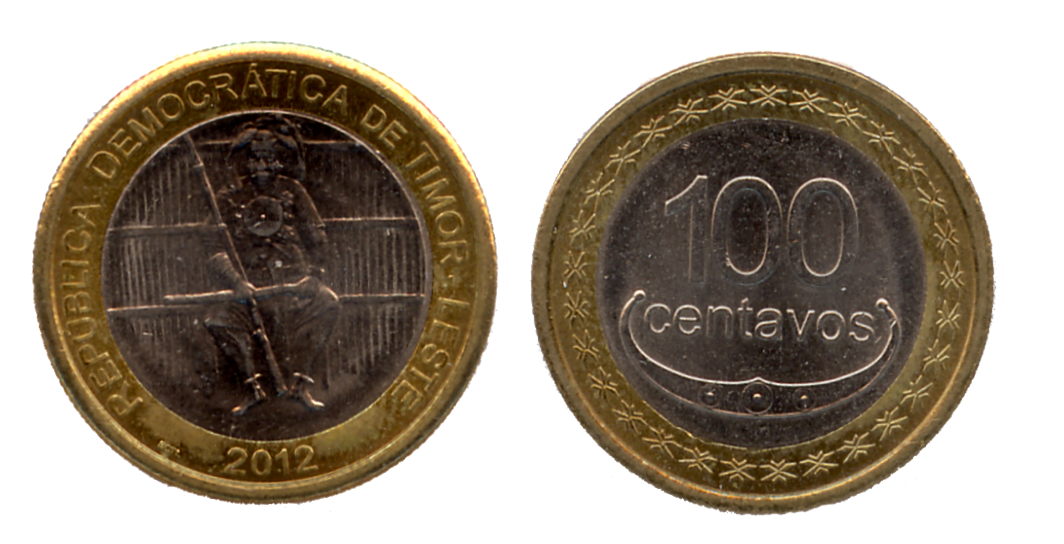
Pièce commémorative de 2012

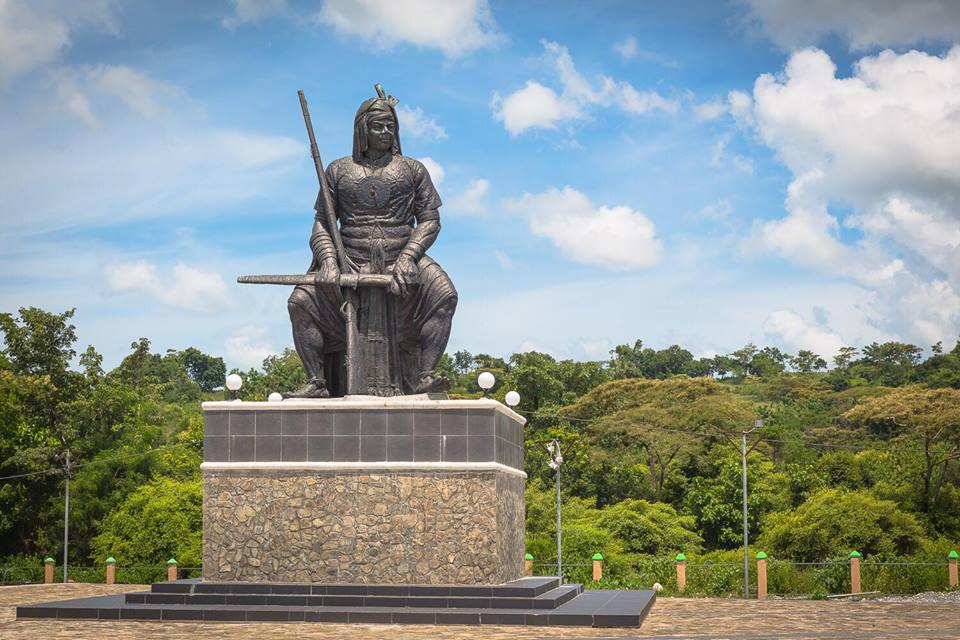
Parc Dom Boaventura à Dai-Sua.

L'ordre de Boaventura (de) est créé comme l'une des plus hautes distinctions du Timor oriental et remise aux combattants des mouvements indépendantistes timorais contre l'occupation indonésienne de 1975 à 1999.
L'Universidade Dili (en) (UNDIL), université privée de Dili, est financée par la Fondation Dom Boaventura et opère la station de radio Boaventura 1912 à Same,.
En 2012, une pièce commémorative de 100 centavos est émise à l'effigie de Boaventura pour commémorer le centième anniversaire de la rébellion.
Près de l'ambassade d'Australie à Dili, se trouve le Jardin 5 de Maio (de), parc construit par les Indonésiens pour représenter un symbole contre le colonialisme portugais, se trouve un monument censé représenter Boaventura.
Une statue du Liurais se dresse également dans le parc Dom Boaventura à Dai-Sua (de).